# Hope (The Blackout)
Hope è il terzo album in studio del gruppo post-hardcore gallese The Blackout, pubblicato nel 2011.

## Tracce
1. Ambition Is Critical – 4:01
2. Never by Your Side – 3:26
3. Higher & Higher (feat. Hyro da Hero) – 3:17
4. Hope (Scream It Out Loud) – 3:45
5. This Is Our Time – 3:06
6. The Last Goodbye – 4:09
7. No More Waiting – 3:36
8. The Devil Inside – 3:15
9. You're Not Alone – 3:37
10. Keep On Moving – 3:59
11. The Storm – 4:25